# بنای یادبود برونزویک
بنای یادبود برونزویک (انگلیسی: The Brunswick Monument) یادمان و آرامگاه یادمانی است که در سال ۱۸۷۹ برای بزرگداشت یاد چارلز دوم دوک برونزویک (۱۸۰۴–۱۸۷۳) در شهر ژنو، سوئیس ساخته شد. چارلز دوم ثروت خویش را در ازای ایجاد یک بنای تاریخی که به نام وی ساخته شود، به شهرداری ژنو واگذار نمود.

## نگارخانه

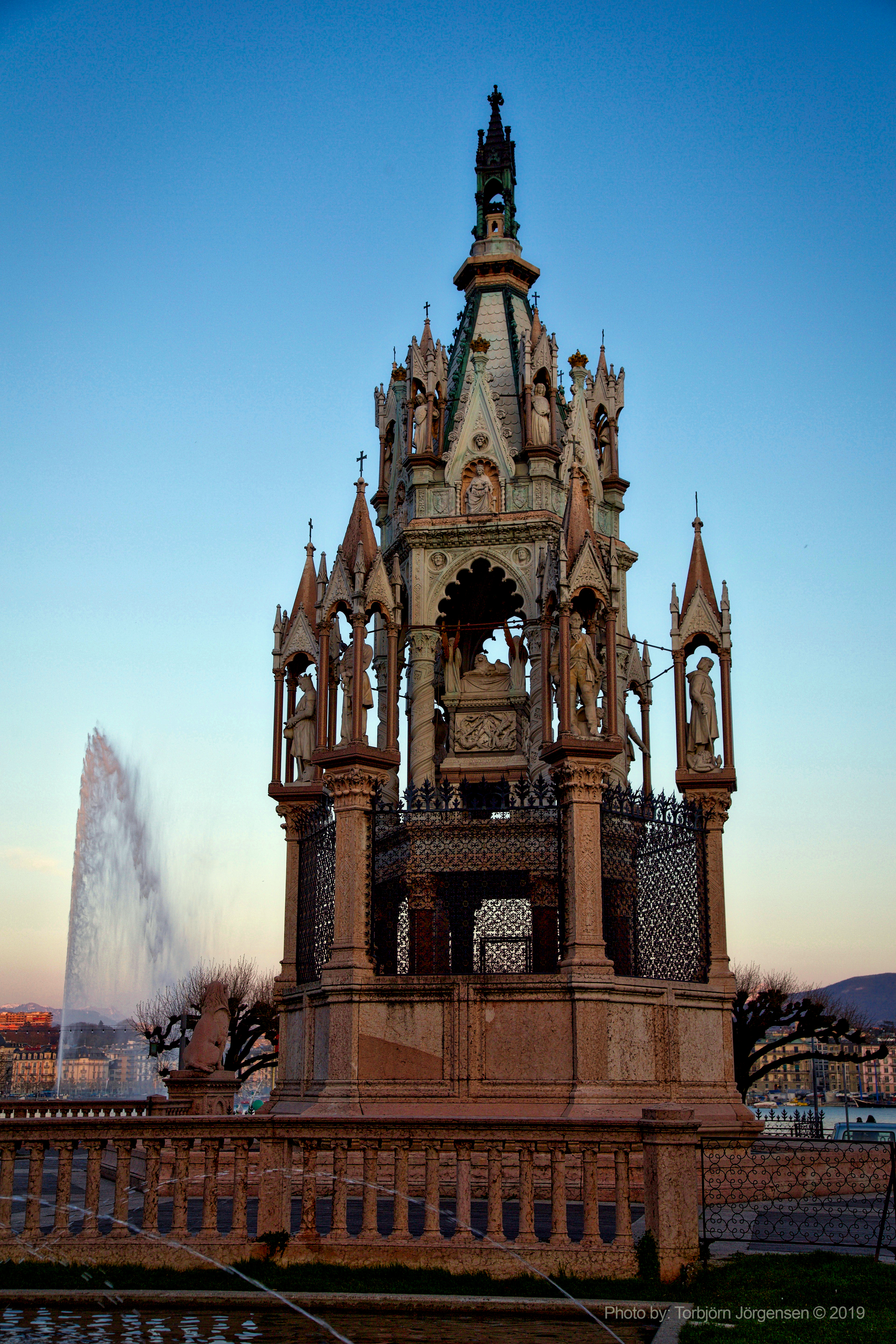